# Національний палац «Ніколай Сулак»

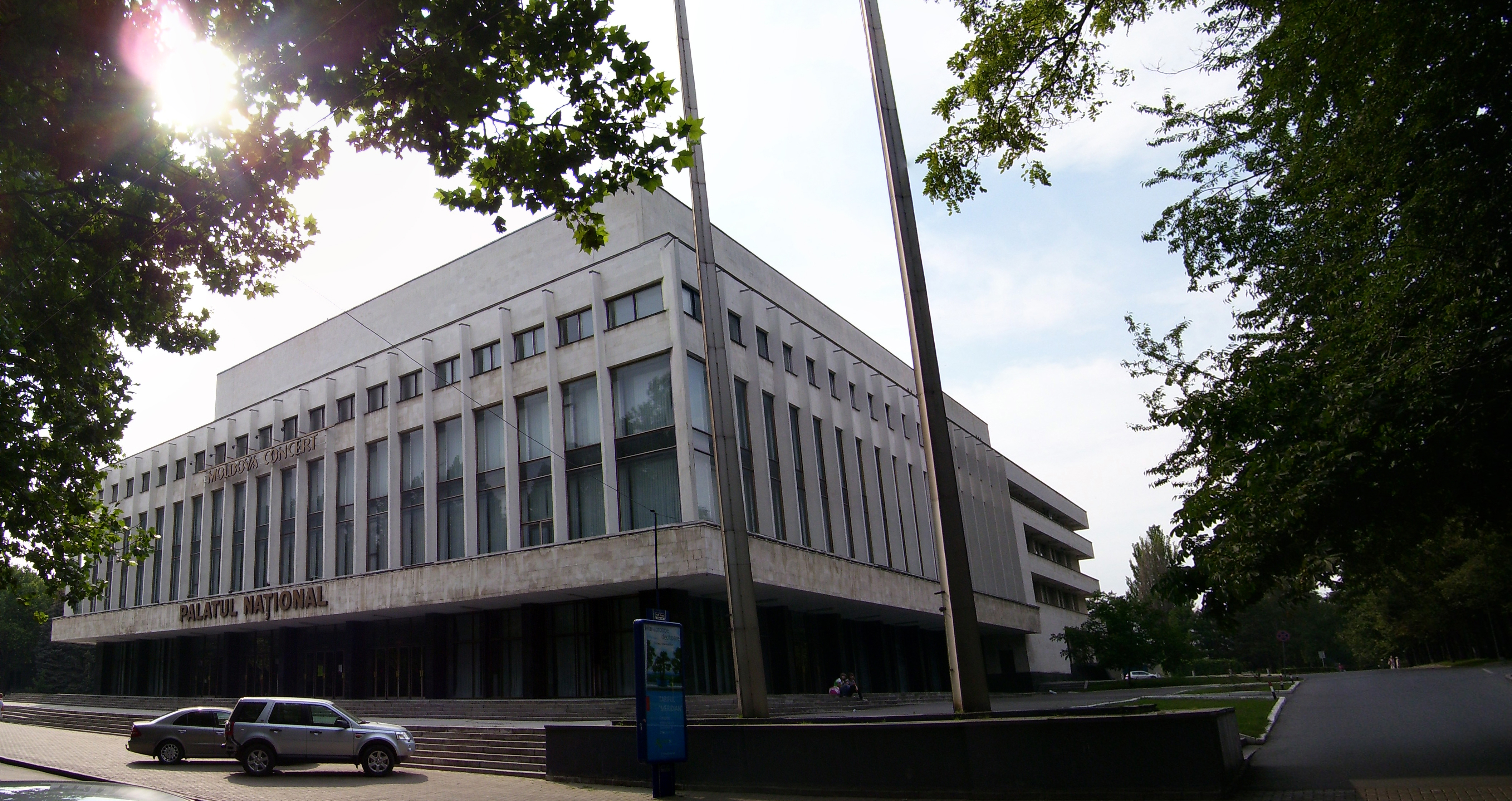
Національний палац

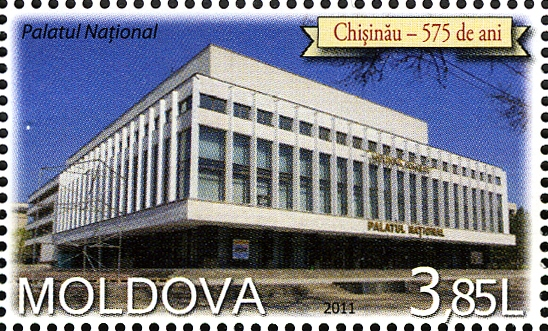
Національний палац, зображений на марці Республіки Молдова

Національний палац «Ніколай Сулак» — місце проведення концертів і фестивалів у центрі Кишинева (Республіка Молдова). Будівництво Палацу було завершено в 1972 році, і тоді він називався Залом засідань, де влаштовувалися театральні вистави та розваги. Було перейменовано в 1990 році.